# Julian Lennon
Julian Charles John Lennon, nato John Charles Julian Lennon (Liverpool, 8 aprile 1963), è un cantautore, polistrumentista, fotografo e filantropo britannico.
È figlio di John Lennon, membro dei Beatles, e della sua prima moglie, Cynthia, e prende il nome dalla nonna paterna, Julia Lennon. Julian ha ispirato tre canzoni dei Beatles: “Lucy in the Sky with Diamonds” (1967), ‘Hey Jude’ (1968) e ‘Good Night’ (1968). I suoi genitori divorziarono nel 1968 dopo che il padre ebbe una relazione con Yoko Ono.

## Infanzia
Julian Lennon è nato come John Charles Julian Lennon l'8 aprile 1963 al Sefton General Hospital di Liverpool, da John Lennon e Cynthia Powell. Il suo nome deriva dalla nonna paterna, Julia Lennon, morta cinque anni prima della sua nascita. Il manager dei Beatles, Brian Epstein, fu il suo padrino. Lennon fu educato prima alla Kingsmead School, Hoylake, nel 1974-1975; poi, quando sua madre si risposò, si trasferì in Galles e frequentò la Ruthin School, una scuola privata convitto nella città di Ruthin, Denbighshire, nel Galles settentrionale.
Lennon ispirò una delle canzoni più famose del padre, “Lucy in the Sky with Diamonds”, il cui testo descrive un'immagine che il ragazzo aveva disegnato, un acquerello che ritraeva la sua amica, Lucy O'Donnell, della scuola materna, circondata da stelle. Un'altra composizione del padre a lui ispirata fu la ninna nanna “Good Night”, la canzone di chiusura dei Beatles del White Album. Nel 1967, all'età di quattro anni, assistette al set del film Magical Mystery Tour dei Beatles.
Quando Julian aveva cinque anni, nel 1968, i suoi genitori divorziarono, in seguito all'infedeltà del padre con l'artista multimediale giapponese Yoko Ono. John Lennon sposò Ono il 20 marzo 1969. Julian avrebbe poi avuto un fratellastro più giovane, Sean Lennon.
Paul McCartney scrisse “Hey Jude” per consolarlo del divorzio; originariamente chiamato “Hey Jules”, McCartney cambiò il nome perché pensava che “Jude” fosse più facile da cantare. Dopo il divorzio dei genitori, Julian non ebbe quasi più contatti con il padre fino ai primi anni Settanta quando, su richiesta dell'allora fidanzata del padre, May Pang (Yoko Ono e Lennon si erano temporaneamente separati), iniziò a fargli visita regolarmente. John Lennon comprò a Julian una chitarra Gibson Les Paul e una drum machine per il Natale del 1973 e incoraggiò il suo interesse per la musica mostrandogli alcuni accordi.

## Rapporto con il padre
Dopo l'omicidio del padre, avvenuto l'8 dicembre 1980, Julian Lennon espresse rabbia e risentimento nei suoi confronti, dicendo: “Non ho mai voluto sapere la verità su come papà si comportava con me. Si parlava di me in modo molto negativo... come quando diceva che ero uscito da una bottiglia di whisky il sabato sera. Cose del genere. Pensate, dov'è l'amore in questo? Io e Paul ci frequentavamo spesso... più di quanto facessimo io e papà. Avevamo una grande amicizia e sembra che ci siano molte più foto di me e Paul che giochiamo insieme a quell'età che foto di me e mio padre”.
Julian era infastidito nel sentire la posizione di “pace e amore” del padre perennemente celebrata. Dichiarò al Daily Telegraph: “Devo dire che, dal mio punto di vista, mi sembrava un ipocrita. Papà poteva parlare di pace e amore ad alta voce al mondo, ma non poteva mai dimostrarlo alle persone che si supponeva significassero di più per lui: sua moglie e suo figlio. Come si può parlare di pace e amore e avere una famiglia a pezzi, senza comunicazione, con adulteri e divorzi? Non si può fare, non se si è sinceri e onesti con se stessi”. Julian ha aggiunto: “Mamma era più attenta all'amore di papà. Ne cantava, ne parlava, ma non lo dava mai veramente, almeno non a me che ero suo figlio. Il lato più oscuro viene sicuramente da papà. Ogni volta che divento troppo aggressivo, cosa che deriva dal lato di papà, cerco di calmarmi, di essere più positivo”.
Ricordando il suo rinnovato contatto con il padre a metà degli anni '70, Julian ha detto nel 2009: “Papà e io andavamo molto d'accordo allora. Ci divertivamo molto, ridevamo molto e in generale ci divertivamo molto quando lui stava con May Pang. I miei ricordi di quel periodo con papà e May sono molto nitidi: è stato il periodo più felice che io ricordi con lui”.
Julian venne escluso dal testamento del padre. Tuttavia, il padre creò un fondo di 100.000 sterline da dividere tra Julian e il fratellastro Sean. Julian citò in giudizio l'eredità paterna e nel 1996 raggiunse un accordo transattivo, autorizzato dalla vedova di Lennon, Yoko Ono, che si dice valesse 20 milioni di sterline.
In un'intervista rilasciata alla CBS News nel 2009, Julian dichiarò: “Mi sono reso conto che se avessi continuato a provare rabbia e amarezza nei confronti di mio padre, avrei avuto una nuvola costante sospesa sulla mia testa per tutta la vita. Dopo aver registrato la canzone 'Lucy', quasi per natura, mi è sembrato giusto chiudere il cerchio, perdonare papà, mettere il dolore, la rabbia e l'amarezza nel passato e concentrarmi e apprezzare le cose belle. Scrivere è una terapia per me e, per la prima volta nella mia vita, lo sento e ci credo davvero. Mi ha anche permesso di abbracciare papà e i Beatles”.

## Carriera

### Carriera musicale
Oltre ai Beatles, Lennon fu influenzato da David Bowie, Keith Jarrett, Steely Dan e AC/DC.
Lennon fece il suo debutto musicale all'età di 11 anni nell'album del padre Walls and Bridges suonando la batteria in “Ya-Ya”, dicendo in seguito: “Papà, se avessi saputo che l'avresti messa nell'album, avrei suonato molto meglio!”. Nelle note di copertina dell'album la canzone è accreditata a Julian Lennon “alla batteria” con “papà al piano”.
Lennon ottiene un successo immediato con il suo album di debutto, Valotte, pubblicato nel 1984. Prodotto da Phil Ramone, ha generato due hit da top 10 (la title track e “Too Late for Goodbyes”) e ha fatto guadagnare a Lennon una nomination ai Grammy Award come miglior artista esordiente nel 1985. I video musicali dei due successi furono realizzati dal regista Sam Peckinpah e dal produttore Martin Lewis. Dopo l'uscita dell'album, Paul McCartney inviò a Lennon un telegramma per augurargli buona fortuna.
Il suo secondo album, The Secret Value of Daydreaming del 1986, fu stroncato dalla critica. Tuttavia, raggiunse la posizione numero 32 della classifica Billboard 200 e produsse il singolo “Stick Around”, che fu il primo singolo di Lennon al numero uno della classifica statunitense Album Rock Tracks. Registrò la canzone “Because”, precedentemente incisa dai Dave Clark Five, nel Regno Unito per il musical Time di Clark del 1986.
Il 1° aprile 1987 Julian Lennon ha interpretato il ruolo di Baker nel musical di Mike Batt The Hunting of the Snark (basato sul poema di Lewis Carroll). La formazione all-star comprendeva Roger Daltrey, Justin Hayward e Billy Connolly, con John Hurt come voce narrante. All'esibizione, un evento musicale di beneficenza alla Royal Albert Hall di Londra a favore dei non udenti, partecipò la Duchessa di York. Nell'ottobre dello stesso anno si esibì con Chuck Berry. Sebbene Lennon non abbia mai raggiunto negli Stati Uniti lo stesso livello di successo di cui aveva goduto con Valotte, il suo singolo del 1989 “Now You're in Heaven” raggiunse la posizione numero 5 in Australia e gli diede la sua seconda hit numero 1 nella classifica Album Rock Tracks negli Stati Uniti.
Nel 1991, George Harrison inviò alcune idee per l'album Help Yourself di Lennon, anche se non suonò né ricevette alcun credito. Il singolo “Saltwater” raggiunse la posizione numero 6 nel Regno Unito e rimase in cima alla classifica australiana dei singoli per quattro settimane. In questo periodo, Lennon contribuì con una cover di “Ruby Tuesday” dei Rolling Stones alla colonna sonora della serie televisiva The Wonder Years.
Negli anni Novanta Lennon lasciò il mondo della musica per diversi anni per dedicarsi alla filantropia dopo l'incontro con gli anziani del popolo Mirning in Australia. Dopo l'inizio della sua carriera di musicista, i media hanno talvolta speculato in modo infondato sul fatto che Lennon avrebbe intrapreso delle esibizioni con McCartney, Harrison e Ringo Starr. Nella serie Beatles Anthology del 1995, i tre Beatles sopravvissuti confermarono che non c'era mai stata l'idea di far esibire Julian al posto del padre nell'ambito di una riunione dei Beatles, e McCartney disse: “Perché avremmo dovuto sottoporlo a tutto questo?”.
Nel maggio 1998, Lennon pubblicò l'album Photograph Smile con la propria etichetta discografica. Il critico musicale Stephen Thomas Erlewine ha elogiato l'album come “ben realizzato e melodico”, e ha concluso dicendo che era “il tipo di musica che avrebbe ricevuto maggiori lodi se non fosse stata fatta dal figlio di un Beatle”. Nel 2002 ha registrato una versione di “When I'm Sixty-Four”, dall'album Sgt. Pepper's Lonely Hearts Club Band dei Beatles, per uno spot pubblicitario della Allstate Insurance.
Nel 2006 si è avventurato in attività su Internet, tra cui MyStore.com con Todd Meagher e il fondatore di Bebo Michael Birch. Nel 2009, Lennon ha creato una nuova partnership con Meagher e Birch chiamata theRevolution, LLC. Attraverso questa società, Lennon ha pubblicato una canzone tributo e un EP, “Lucy”, per onorare la memoria di Lucy Vodden (nata O'Donnell), la bambina che ha ispirato la canzone “Lucy in the Sky with Diamonds”, con il 50% dei proventi destinati a finanziare la ricerca sul Lupus.
Nell'ottobre 2011 Lennon ha pubblicato l'album Everything Changes. Nel 2012 ha collaborato con il regista di film musicali Dick Carruthers per il documentario Through the Picture Window, che ha seguito il viaggio di Lennon nella realizzazione di Everything Changes e include interviste con Steven Tyler, Bono, Gregory Darling, Mark Spiro e Paul Buchanan dei Blue Nile. Through the Picture Window è stato pubblicato anche come applicazione in tutti i formati con video personalizzati per tutti i 14 brani dell'album.
Il 9 settembre 2022 viene pubblicato su BMG l'album Jude di Lennon. Include i singoli “Freedom” e “Every Little Moment”. Goldmine ha scritto a proposito dell'uscita: “Con il suo nuovo album, il primo dopo 11 anni, Julian porta avanti il suo lavoro che ha sempre esplorato simultaneamente temi personali e globali, ma per la prima volta nella sua vita, sta abbracciando il suo status interiore di figlio di qualcuno...[un] capolavoro introspettivo di un artista di grande talento”. Il titolo è un riferimento alla canzone dei Beatles “Hey Jude”, che Paul McCartney scrisse nel 1968 per dare a Julian Lennon una speranza per il futuro. A proposito del titolo dell'album, Lennon ha detto: “Chiamarlo Jude è stato per me un vero e proprio passaggio di età, perché mi ha messo di fronte a ciò che sono... Il contenuto proviene da oltre tre decenni di canzoni scritte. I temi e le questioni sono per lo più gli stessi, in genere le guerre interne e quelle esterne”.
Il 23 agosto 2024, Lennon ha pubblicato una nuova versione di “I Should Have Known”, remixata da Spike Stent. Lennon ha condiviso: “[la canzone] è sempre stata una delle mie preferite”, dice Lennon. “Mi piaceva il modo in cui suonava il nuovo album ['Jude'] in particolare. (...) Ho pensato che forse Mark 'Spike' Stent avrebbe potuto remixarla per me e darle una nuova vita. Voglio che dia di nuovo vita al mondo”.

### Film
Il primo tour di Lennon come musicista solista, all'inizio del 1985, è stato documentato come parte del film Stand by Me: A Portrait of Julian Lennon - un profilo cinematografico iniziato da Sam Peckinpah, ma completato da Martin Lewis dopo la morte di Peckinpah. Lennon è apparso in molti altri film, tra cui The Rolling Stones Rock and Roll Circus (uscito nel 1996, originariamente girato nel 1968), Cannes Man (1996), Imagine: John Lennon (1988), Chuck Berry: Hail! Hail! Rock 'n' Roll (1987) e un cameo in Leaving Las Vegas (1995) come barista. Julian ha prestato la voce al protagonista del film d'animazione David Copperfield (1993). È stato anche la voce del personaggio principale Toby la Teiera nello speciale animato The Real Story of I'm a Little Teapot (1990).
Lennon è anche il produttore del documentario Whaledreamers, che racconta di una tribù indigena australiana e del suo speciale legame con le balene, toccando anche molte questioni ambientali. Questo film ha ricevuto diversi premi ed è stato presentato al Festival di Cannes 2007.
Nel 2018, Lennon è stato produttore esecutivo di Women of the White Buffalo, un documentario uscito nel 2022 incentrato su alcune donne Lakota della riserva indiana di Pine Ridge, nel South Dakota, e sul loro lavoro per preservare il loro stile di vita di fronte al colonialismo.
Nel 2020, Lennon è stato produttore esecutivo di Kiss the Ground, un documentario pluripremiato sull'agricoltura rigenerativa, narrato da Woody Harrelson.

### Fotografia
Dopo aver fotografato il tour musicale del fratellastro Sean nel 2007, Lennon si è interessato seriamente alla fotografia.
Il 17 settembre 2010, Lennon ha inaugurato una mostra di 35 fotografie intitolata “Timeless: The Photography of Julian Lennon” con l'aiuto dell'amico di lunga data e collega fotografo Timothy White. La mostra, originariamente prevista dal 17 settembre al 10 ottobre al Morrison Hotel Gallery si è prolungata di una settimana fino al 17 ottobre. Le fotografie includono scatti del fratello Sean e del frontman degli U2 Bono.
La collezione “Alone” di Lennon è stata presentata all'Art Basel Miami Beach Show dal 6 al 9 dicembre 2012, per raccogliere fondi per la White Feather Foundation.
La serie “Horizon” di Lennon è stata esposta alla Emmanuel Fremin Gallery, NYC, dal 12 marzo 2015 al 2 maggio 2015.
La mostra “Cycle” di Lennon è stata presentata alla Leica Gallery di Los Angeles, nell'autunno del 2016.
Nel 2021, Lennon è diventato il primo fotografo di belle arti presente nella nuova galleria dell'Aston Martin Residences di Miami.
Nel 2023, Lennon espose una serie di fotografie in una mostra intitolata ATMOSPHERIA alla William Turner Gallery di Santa Monica, California.

### Libri
Poco dopo la morte del padre, Lennon ha iniziato a collezionare cimeli dei Beatles. Nel 2010 ha pubblicato un libro che descrive la sua collezione, intitolato: Beatles Memorabilia: The Julian Lennon Collection.
Nel 2017, Lennon ha iniziato una trilogia bestseller del New York Times, Touch the Earth, Heal the Earth e Love the Earth, che ha completato nel 2019.
Il 9 novembre 2021, Lennon ha pubblicato un romanzo a fumetti per ragazzi di media età, The Morning Tribe, con il coautore Bart Davis.

## Filantropia
Una volta Lennon ebbe una conversazione con suo padre: “Papà una volta mi disse che se fosse morto, se ci fosse stato un modo per farmi sapere che sarebbe stato bene, che tutti noi saremmo stati bene, il messaggio mi sarebbe arrivato sotto forma di una piuma bianca. ... La piuma bianca ha sempre rappresentato per me la pace”. Poi Julian, mentre era in tour in Australia, ricevette una piuma bianca da due anziani indigeni della tribù Mirning di Adelaide, in Australia, che gli chiedevano di aiutarli a dar loro voce. In risposta, ha prodotto il documentario Whaledreamers sulla loro tribù e nel 2007 ha fondato la The White Feather Foundation (TWFF), la cui missione “abbraccia le questioni ambientali e umanitarie e, in collaborazione con partner di tutto il mondo, contribuisce a raccogliere fondi per il miglioramento di tutta la vita e per onorare coloro che hanno davvero fatto la differenza”.
È ambasciatore di Survival International, il movimento mondiale per i diritti dei popoli indigeni. 
Il TWFF collabora con filantropi e associazioni di beneficenza di tutto il mondo per raccogliere fondi da destinare a vari progetti umanitari in quattro grandi aree di donazione: acqua potabile, conservazione delle culture indigene, ambiente e istruzione e salute. Nel 2008, il Principe di Monaco Alberto II ha conferito alla TWFF il Better World Environmental Award.
Nel 2015, dopo il terremoto in Nepal, la TWFF ha contribuito con 106.347,52 dollari al fondo per gli aiuti al Nepal di Music for Relief per sostenere le vittime del terremoto.
Nel 2014 Lennon ha visitato Kenya, Etiopia e Colombia per testimoniare le iniziative educative e ambientali della TWFF. Dopo la morte della madre, avvenuta l'anno successivo, Lennon annunciò che avrebbe intitolato a lei il programma di borse di studio della TWFF: “Borsa di studio Cynthia Lennon per ragazze”. Da allora, la Fondazione ha assegnato oltre 50 borse di studio a ragazze in Africa, Regno Unito e Stati Uniti.
Nel 2019, Lennon ha contribuito con la sua voce e la sua musica alla colonna sonora del lungometraggio narrativo One Little Finger, che ha l'obiettivo di diffondere la consapevolezza della “capacità nella disabilità”. Il film mostra quanto sia importante e potente la musica per sostenere lo sviluppo sociale e cognitivo delle persone con disabilità.
Nel settembre 2020, Lennon è stato premiato con il CC Forum Philanthropy Award a Monaco. Nello stesso mese, è stato nominato vincitore del premio del Centro UNESCO per la Pace 2020 per le attività interculturali e l'artefice della pace.
Nel 2022, Lennon ha registrato la sua versione della canzone del 1971 di suo padre “Imagine”, il cui ricavato è stato devoluto a favore dell'Ucraina.

## Vita privata

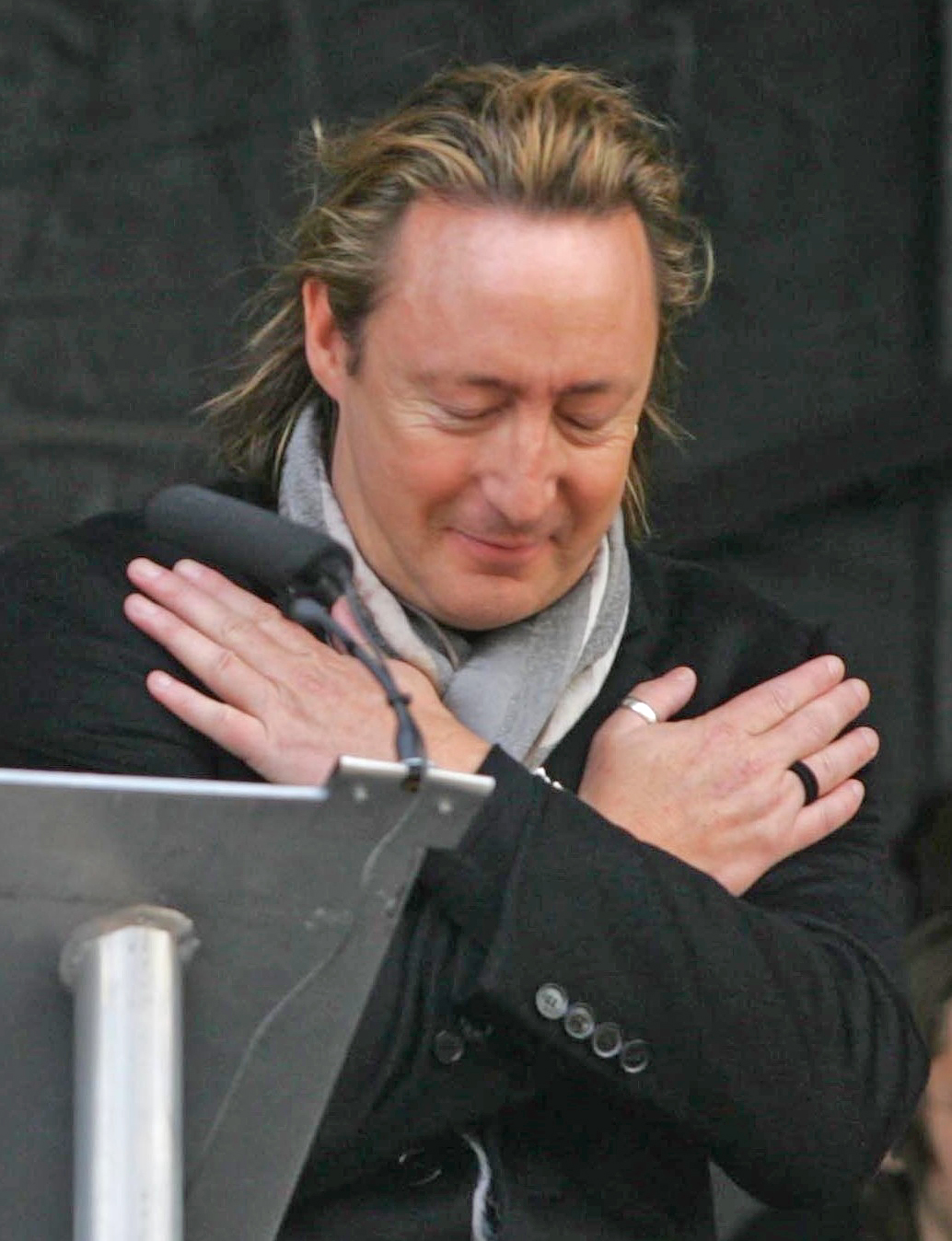
Lennon il 9 ottobre 2010

Dopo aver vissuto con i genitori a Kenwood, a Weybridge, fuori Londra, dal 1964 al 1968, Lennon si trasferì con la madre in diverse località britanniche, stabilendosi infine a The Wirral, vicino a Liverpool, e poi in una fattoria nel Galles settentrionale. Il primo patrigno di Lennon, Roberto Bassanini, che la madre sposò nel 1970, era italiano. All'inizio degli anni Ottanta Lennon si trasferì negli Stati Uniti, prima a New York e poi a Los Angeles. Nel 1991, Lennon si trasferì in Europa e risiedette principalmente in Italia, dove Bassanini aveva vissuto (nel 1998 Lennon dedicò a Bassanini Photograph Smile). Lennon si è poi trasferito a Monaco, dove attualmente risiede, ed è amico di Alberto II, Principe di Monaco.
Lennon ha dichiarato di avere un rapporto ragionevolmente “cordiale” con la Ono, in seguito all'accordo finanziario con il patrimonio del defunto padre. Rimane legato al figlio di lei, Sean, suo fratellastro. Julian ha visto Sean esibirsi per la prima volta dal vivo a Parigi, il 12 novembre 2006, presso La Boule Noire, e ha trascorso del tempo insieme a Sean durante il suo tour nel 2007.
Lennon non ha figli e nel 2011 ha rivelato che il difficile rapporto con il padre lo aveva scoraggiato in tal senso.
Lennon rimane amico dell'ex compagno di band del padre, Paul McCartney, anche se i due hanno avuto un breve litigio pubblico nel 2011, quando Lennon non è stato invitato al matrimonio di McCartney con Nancy Shevell. Secondo Lennon, McCartney gli assicurò in seguito che “qualcuno aveva ovviamente commesso un grosso errore” e che l'affronto non era stato intenzionale. McCartney ha realizzato il motivo scritto a mano “Jude” per l'album 2022 di Lennon. È rimasto amico anche di May Pang, che ha fornito la foto di copertina di “Jude”. Ha condiviso i suoi ricordi di lei e di suo padre nel documentario di Pang del 2022 The Lost Weekend: A Love Story.
Nel 2020 ha cambiato legalmente il suo nome da John Charles Julian Lennon a Julian Charles John Lennon per rispecchiare il nome con cui è sempre stato conosciuto.

## Discografia

### Album in studio
- 1984 - Valotte
- 1986 - The Secret Value of Daydreaming
- 1989 - Mr. Jordan
- 1991 - Help Yourself
- 1998 - Photograph Smile
- 2011 - Everything Changes (AIS, CD)
- 2022 - Jude

### Raccolte
- 2001 - Vh1 Behind the Music: The Julian Lennon Collection (Atlantic Records/WEA, CD)

### Collaborazioni
- 1986 - Dave Clark Time
- 2011 - Autori Vari Shine On! Songs Volume One

### Singoli
- 1984 - Valotte
- 1985 - Too Late For Goodbyes
- 1985 - Say You're Wrong
- 1985 - Because
- 1985 - Jesse
- 1986 - Stick Around
- 1989 - Now You're in Heaven
- 1991 - Saltwater
- 1991 - Help Yourself
- 1992 - Get a Life
- 1995 - Cole's Song
- 1998 - Day After Day

## Filmografia

### Produttore
- WhaleDreamers (2008)
- Kiss the Ground (2020)
- Women of the White Buffalo (2021)

### Attore
- Leaving Las Vegas (1995)
- Above Us Only Sky (2018)
- The Lost Weekend: A Love Story (2023)

### Apparizioni televisive
- Top of the Pops (18 ottobre 1984)
- American Bandstand (29 dicembre 1984)
- Solid Gold (TV series) (2 febbraio 1985)
- Live at Five (WNBC TV series) (18 febbraio 1985)
- Late Night with David Letterman (10 aprile 1985)
- The Tonight Show Starring Johnny Carson (12 giugno 1985)
- American Bandstand (26 aprile 1986)
- Top 20 Countdown (3 maggio 1986)
- Solid Gold (13 settembre 1986)
- The Arsenio Hall Show (15 June 1989)
- Today (American TV program) (19 June 1989)
- Late Night with David Letterman (28 July 1989)
- The Tonight Show Starring Johnny Carson (16 August 1989)
- Top of the Pops (3 October 1991)
- Late Night with David Letterman (18 October 1991)
- Late Show with David Letterman (17 February 1999)
- The Tonight Show with Jay Leno (9 March 1999)
- The Howard Stern Show (1 May 1999)
- The Tonight Show with Jay Leno (11 August 1999)
- Daybreak (19 September 2011)
- Larry King Now (16 July 2013)
- Chelsea Lately (28 October 2013)
- The Tonight Show with Jay Leno (21 November 2013)
- The View (19 April 2017)
- Access Hollywood (25 April 2017)
- The Chew (6 April 2018)
- Home and Family (16 April 2018)
- American Chopper (28 March 2019)
- The View (talk show) (24 April 2019)
- Home and Family (30 April 2019)
- Ways to Change the World (18 November 2022)